# 1952-es magyar tekebajnokság
Az 1952-es magyar tekebajnokság a tizennegyedik magyar bajnokság volt. A bajnokságot június 7. és 8. között Budapesten, a férfiakét a Bp. Előre Sport utcai, a nőkét a Szikra Erjedésipar Kőris utcai pályáján rendezték meg.

## Eredmények
| Versenyszám  | Arany                       | Arany | Ezüst                   | Ezüst | Bronz                         | Bronz |
| ------------ | --------------------------- | ----- | ----------------------- | ----- | ----------------------------- | ----- |
| Férfi egyéni | Szabó József Bp. Előre      | 904   | Poór József Bp. Dózsa   | 897   | Vida János Szegedi Honvéd     | 893   |
| Női egyéni   | Árgyélus Józsefné Bp. Előre | 421   | Buga Istvánné Bp. Előre | 418   | Ballagó Gézáné Fáklya Antenna | 394   |